# 金字塔报
《金字塔报》（阿拉伯语：‎，羅馬化：Al Ahram，直译：金字塔）是埃及也是中东地区最有影响力的报纸，是中东最大的报纸。报纸日出40个版，周五出50个版以上，发行量占全埃及报业市场的55%，周五占到65%。报纸发行覆盖中东国家、海湾地区。

## 歷史
1875年於埃及亚历山大港創刊。
該報於1937年的日均發行量有45,000至50,000份，到1947年有90,000份。1960年5月24日，在埃及政府立法禁止私人擁有報業公司後，金字塔報被收歸國有。
1976年該報的日均發行量約52萬份，是當時埃及第二多讀者的日報，僅次於《消息报》。
2006年日均發行量約100萬份。